# Cuddington (Surrey)
Pour les articles homonymes, voir Cuddington.
Cuddington est un ancien village du Surrey, en Angleterre, qui a été démoli pour faire place au palais de Nonsuch d'Henri VIII. 
Il ne reste qu'une petite élévation de terrain pour marquer le côté nord de l'ancienne église paroissiale de Cuddington.
La paroisse de Cuddington faisait partie du district rural d'Epsom et est devenue une partie de l'arrondissement d'Epsom and Ewell en 1933, avec des parties au nord-est et au sud devenant une partie de Cheam. En 1951, la paroisse avait une population de 11 433 habitants. Le 1er avril 1974, la paroisse est abolie. 

## Histoire
Cuddington se trouvait dans le hundred de Copthorne, une division stratégique et judiciaire principalement utilisée dans l'Angleterre anglo-saxonne pour compléter le comté et la paroisse.
Au Moyen Âge, les domaines de Cuddington s'étendent sur 752 ha, la partie sud étant sur les collines calcaires, le centre sur les lits du Woolwich et du Thanet, le reste sur l'argile de Londres. Il n'y avait pas de paroisse ecclésiastique ; la terre était taxée avec Ewell, mais taxée séparément, avec ses propres surveillants. 
Le village apparaît dans le Domesday Book de 1086 sous le nom de Codintone. 
Henri VIII achète la seigneurie en 1538 à Richard Codington, qui était l'héritier du domaine de son père, et à Elizabeth, l'épouse de Richard. 
L'ensemble de l'ancien village de Cuddington, avec son manoir et son église, est détruit par Henri VIII pour faire place au palais connu plus tard sous le nom de Nonsuch, et à ses deux parcs - le Grand Parc ou Worcester Park (en) contenant 911 acres, et le Petit Parc contenant 671 acres, dont une partie subsiste et une autre partie a été convertie en zones résidentielles d'Ewell and Cheam. Le palais ne fut jamais complètement achevé par Henri VIII, mais il était suffisant sous Marie I d'Angleterre pour être utilisé par le gardien de la Maison des Banquets, Thomas Cawarden (en), pour divertir Gilles de Noailles, l'ambassadeur de France. L'historien de la période Tudor et connaisseur de la civilisation classique John Leland a fait l'éloge de la conception du palais en vers latins. 
Après la destruction de Nonsuch en 1671-1672, la zone est occupée par les fermes voisines. En 1959-1960, des pierres de l'église paroissiale sont découvertes, révélant que la cour intérieure du palais avait été construite autour des fondations, au-dessus de l'ancien cimetière. Plusieurs dépendances appartenant au manoir médiéval sont également localisées lors de ces fouilles. Les archéologues concluent également que Vicarage Lane faisait partie de la route entre Cuddington et Ewell, au sud-ouest. 
L'église Saint-Philippe, Cheam Common, a été construite en 1876 et une paroisse ecclésiastique a été formée pour elle en 1906, officiellement à partir de la « paroisse de Cheam et Cuddington », mais ce dernier terme était depuis longtemps tombé en désuétude et abandonné par l'Église d'Angleterre. 